# Leolvadás
A Leolvadás: Miért hibásodnak meg a rendszereink, és mit tehetünk ellene? magyarul a Kossuth Kiadónál 2021-ben megjelent, a széles olvasóközönség számára készült szakkönyv Chris Clearfield és Tilcsik András tollából. A könyvet eredetileg 2018-ban adták ki az Egyesült Államokban. Azt vizsgálja, hogy a komplexitás hogyan okoz problémákat a modern rendszerekben, és hogy az egyének, szervezetek és társadalmak hogyan előzhetik meg vagy mérsékelhetik az ebből eredő hibákat. A könyv számos nemzetközi díjat nyert el.

## Háttér
A könyv a korábban részvénypiaci szakértőként dolgozó Chris Clearfield és a Torontói Egyetemen tanító Tilcsik András közötti együttműködés eredménye. 2015-ben Clearfield és Tilcsik könyvtervükkel elnyerték a Financial Times és a McKinsey által alapított Bracken Bower-díjat. A következő évben szerződést kötöttek a Penguin Books kiadóval a Leolvadás Egyesült Államokbeli és kanadai megjelentetésére, majd ezt követően megállapodásokat kötöttek a könyv kiadásáról Kínában, Koreában, az Egyesült Királyságban és más országokban. A magyar kiadás előszavát Csepeli György szociológus írta.

## A könyv tartalma
A könyv első három fejezete Charles Perrow 1980-as években kidolgozott elméleteit terjeszti ki az utóbbi évek trendjeire, például a közösségi média térnyerésére, a számítógépes rendszerekre való növekvő szervezeti támaszkodásra, valamint a modern pénzügyi, közlekedési és kommunikációs rendszerek egyre növekvő összetettségére. A szerzők arra figyelmeztetnek, hogy a vállalatok, kormányok, sőt még az egyének is veszélyesen függenek az összetett, szorosan összekapcsolt rendszerektől, miközben figyelmen kívül hagynak olyan egyszerű megoldásokat, amelyek megelőzhetnék mind a baleseteket, mind a szándékos visszaéléseket.
A további fejezetek mindegyike egy-egy megoldási lehetőséget állít a középpontba: átláthatóbb és lazábban összekapcsolt rendszerek tervezése (4. fejezet), döntéstámogató eszközök alkalmazása (5. fejezet), a majdnem bekövetkezett balesetekből és egyéb figyelmeztető jelekből való tanulás (6. fejezet); az ellenvélemények és a szkepticizmus bátorítása (7. fejezet); sokszínű csapatok építése (8. fejezet); a kívülállóktól való tanulás (9. fejezet), valamint a válságokra való hatékonyabb felkészülés és azok kezelése (10. fejezet).
Az utószóban a szerzők kijelentik, hogy az emberiség a „válságok aranykorában” él: bár a modern rendszerek sok új képességet biztosítanak számunkra, sebezhetővé is tesznek minket a váratlan rendszerhibákkal szemben. Clearfield és Tilcsik azonban optimisták a jövővel kapcsolatban, és azzal érvelnek, hogy a megoldások karnyújtásnyira vannak. Ugyanakkor óvatosságra intenek. A szükséges megoldások gyakorlatba ültetése nehéz, mivel ez gyakran ellentétes természetes ösztöneinkkel és makacs szervezeti és kulturális normákat sért.

## Stílus

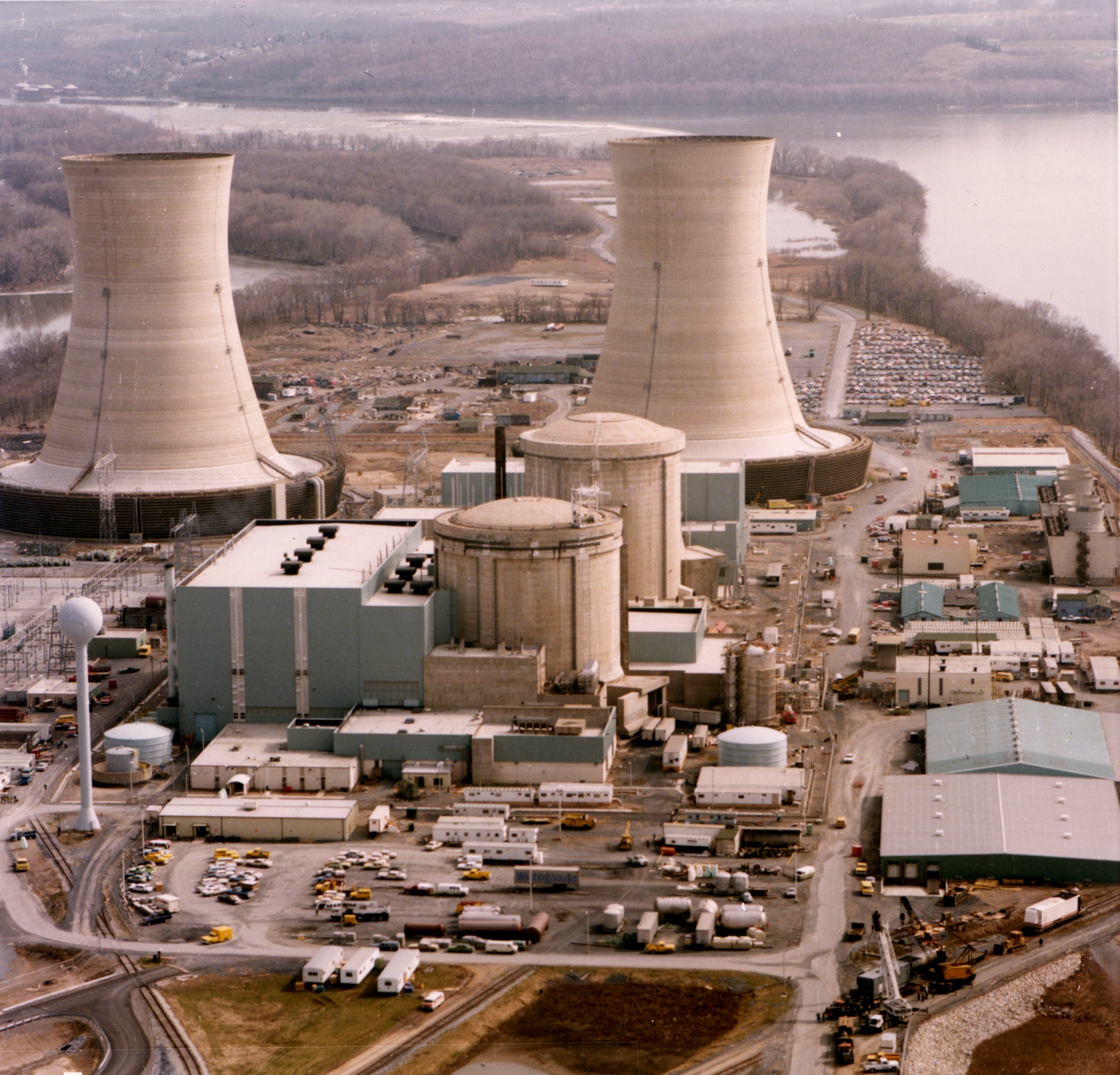
A Three Mile Island-i atomreaktor

A könyv esettanulmányok elemzéseit ötvözi társadalomtudományi kutatások összefoglalóival, tudományos tanulmányokra, baleseti jelentésekre és eredeti interjúkra támaszkodva. A könyv számos ismert példát tárgyal: ír több atomerőmű-balesetről, a Volkswagen dízelbotrányáról, de még arról a kínos esetről is, amikor a 2017-es Oscar-gálán rossz filmet hirdettek ki a legjobb film kategória nyerteseként. Az esettanulmányok között szerepel a Starbucks egy sikertelen közösségi média kampánya, egy félresikerült ünnepi vacsora, a Three Mile Island-i nukleáris baleset, a Flint-i vízválság, a Facebook tőzsdei bevezetése, a Challenger és a Columbia űrrepülőgépek balesetei, a Knight Capital cég  összeomlása, a ValuJet 592-es és az Air France 447-es járatok lezuhanása, valamint egy washingtoni metrószerencsétlenség. A könyvben tárgyalt tudományos kutatások a szociológia, a pszichológia, a viselkedési közgazdaságtan, a szervezetelmélet és az idegtudomány területéről származnak, beleértve többek között Charles Perrow, Diane Vaughan, Karl Weick, Amy Edmondson, Dacher Keltner, Gary Klein, Gregory Berns, Daniel Kahneman és Georg Simmel munkáját.

## Recenziók és díjak

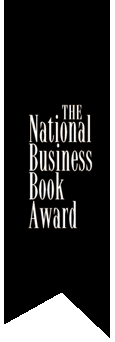
A National Business Book Award logója

A Financial Times „izgalmas és éleslátó elemzésként” jellemezte a könyvet. David A. Shaywitz a Wall Street Journal-ban megjelent recenziójában pedig úgy fogalmazott, hogy a kötet „hatékonyan mutatja be, miért nehéz, ugyanakkor miért elengedhetetlen a szisztemikus hibák kezelése: nehéz, mert sokkal kényelmesebb az ösztöneinkre hagyatkozni és a megszokott kollégákban bízni, mint strukturált megközelítéseket alkalmazni és mások véleményét kikérni; elengedhetetlen, mert egyre veszélyesebb környezetben mozgunk, és minden segítségre szükségünk van.” A Forbes.com szerint Clearfield és Tilcsik „színesen magyarázzák el, miért válik a te munkád is – csakúgy, mint mindenki másé a mai globális gazdaságban – egyre inkább egy nagyobb, egymástól függő rendszerekből álló hálózat részévé, amely tele van előre nem látható kockázatokkal és elképzelhetetlen következményekkel.” A HVG könyvismertetése szerint a szerzők „a példák jó részénél azt is megmutatják, hogyan lehet elkerülni a Charles Perrow által a nyolcvanas években még elkerülhetetlennek tartott katasztrófákat.”
A könyv számos nemzetközi elismerésben részesült, köztük a Thinkers50 Stratégiai Díjban – amelyet gyakran a menedzsment „Oscar-díjaként” emlegetnek – valamint az Academy of Management által évente odaítélt George R. Terry Könyvdíjban, amelyet annak a könyvnek ítélnek, amely „az elmúlt két évben a legkiemelkedőbb módon járult hozzá a menedzsmenttudás globális fejlődéséhez.” Emellett elnyerte a kanadai Országos Üzleti Könyvdíjat (National Business Book Award), és a Financial Times az év egyik legjobb könyvének választotta.

## Fordítás
Ez a szócikk részben vagy egészben  a   Meltdown (Clearfield and Tilcsik book) című angol Wikipédia-szócikk ezen változatának fordításán alapul.  Az eredeti cikk szerkesztőit annak laptörténete sorolja fel. Ez a jelzés csupán a megfogalmazás eredetét és a szerzői jogokat jelzi, nem szolgál a cikkben szereplő információk forrásmegjelöléseként.